# Lussas
Ne doit pas être confondu avec Lussas-et-Nontronneau.
Lussas [lysas] est une commune française, située dans le département de l'Ardèche en région Auvergne-Rhône-Alpes.

## Géographie

### Situation et description
La commune de Lussas se présente sous la forme d'une petite agglomération à l'aspect essentiellement rural de la communauté de communes Berg et Coiron, située dans la partie centrale du département de l'Ardèche.

### Communes limitrophes
Lussas est limitrophe de sept communes, toutes situées dans le département de l'Ardèche et réparties géographiquement de la manière suivante :

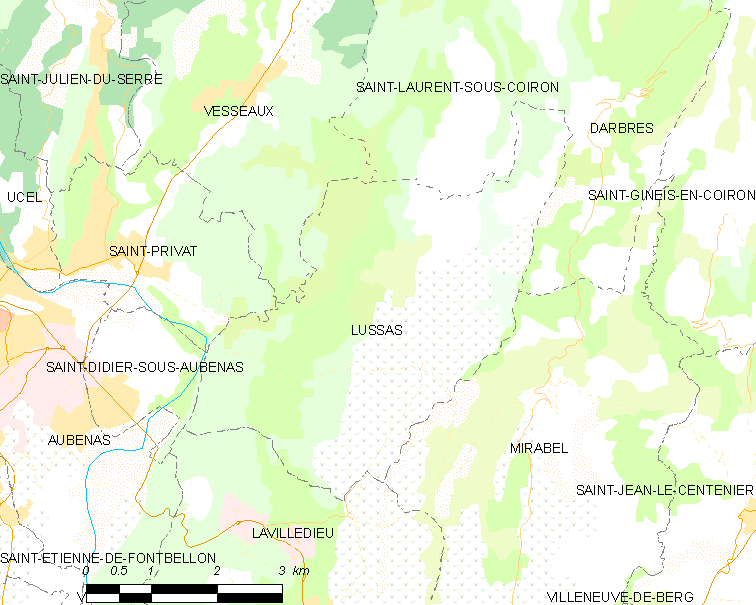
Carte de la commune

### Climat
Pour des articles plus généraux, voir Climat d'Auvergne-Rhône-Alpes et Climat de l'Ardèche.
Selon une étude du CNRS s'appuyant sur une série de données couvrant la période 1971-2000, le climat de la commune est de type climat méditerranéen altéré. 
En 2020, Météo-France publie une typologie des climats de la France métropolitaine dans laquelle la commune est exposée à un climat de montagne ou de marges de montagne et est dans la région climatique Provence, Languedoc-Roussillon, caractérisée par une pluviométrie faible en été, un très bon ensoleillement (2 600 h/an), un été chaud (21,5 °C), un air très sec en été, sec en toutes saisons, des vents forts (fréquence de 40 à 50 % de vents > 5 m/s) et peu de brouillards.
Pour la période 1971-2000, la température annuelle moyenne est de 12,3 °C, avec une amplitude thermique annuelle de 17,7 °C. Le cumul annuel moyen de précipitations est de 1 050 mm, avec 7 jours de précipitations en janvier et 4,6 jours en juillet. 
Pour la période 1991-2020, la température moyenne annuelle observée sur la station météorologique de Météo-France la plus proche, « Mirabel Sa », sur la commune de Mirabel à 2 km à vol d'oiseau, est de 13,4 °C et le cumul annuel moyen de précipitations est de 998,1 mm,. 
Pour l'avenir, les paramètres climatiques de la commune estimés pour 2050 selon différents scénarios d'émission de gaz à effet de serre sont consultables sur un site dédié publié par Météo-France en novembre 2022.

### Hydrographie

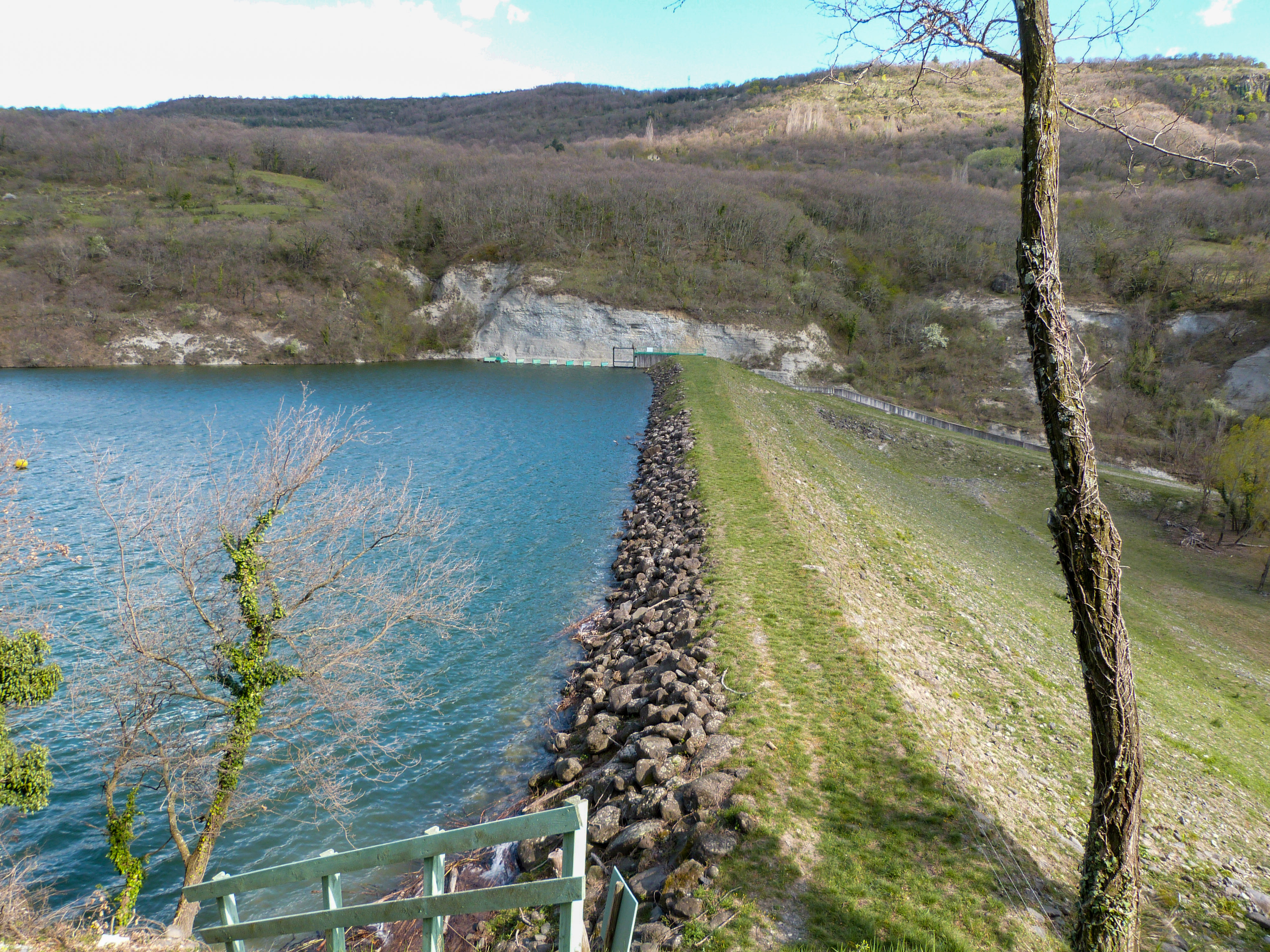
Barrage poids sur l'Auzon (2023)

Lussas est traversée par la rivière l'Auzon. Cette rivière est barrée par un barrage de terre d'une longueur de 150 m et d'une hauteur de 18 m situé à cheval sur les communes de Lussas et Darbres et mis en service en 1980. Ce barrage crée une retenue d'eau d'environ 450 milliers de m3 destinée à l'irrigation de la plaine de Lussas.

### Hameaux et lieux-dits
- Eyriac
- les Rieux
- les Sabatiers
- Mias

## Urbanisme

### Typologie
Au 1er janvier 2024, Lussas est catégorisée commune rurale à habitat dispersé, selon la nouvelle grille communale de densité à 7 niveaux définie par l'Insee en 2022.
Elle est située hors unité urbaine. Par ailleurs la commune fait partie de l'aire d'attraction d'Aubenas, dont elle est une commune de la couronne,. Cette aire, qui regroupe 68 communes, est catégorisée dans les aires de 50 000 à moins de 200 000 habitants,.

### Occupation des sols
L'occupation des sols de la commune, telle qu'elle ressort de la base de données européenne d’occupation biophysique des sols Corine Land Cover (CLC), est marquée par l'importance des forêts et milieux semi-naturels (52,3 % en 2018), en diminution par rapport à 1990 (55,3 %). La répartition détaillée en 2018 est la suivante : cultures permanentes (31,8 %), forêts (26,3 %), milieux à végétation arbustive et/ou herbacée (24,2 %), zones agricoles hétérogènes (6,2 %), prairies (5,6 %), zones urbanisées (4,1 %), espaces ouverts, sans ou avec peu de végétation (1,8 %).
L'évolution de l’occupation des sols de la commune et de ses infrastructures peut être observée sur les différentes représentations cartographiques du territoire : la carte de Cassini (XVIIIe siècle), la carte d'état-major (1820-1866) et les cartes ou photos aériennes de l'IGN pour la période actuelle (1950 à aujourd'hui).

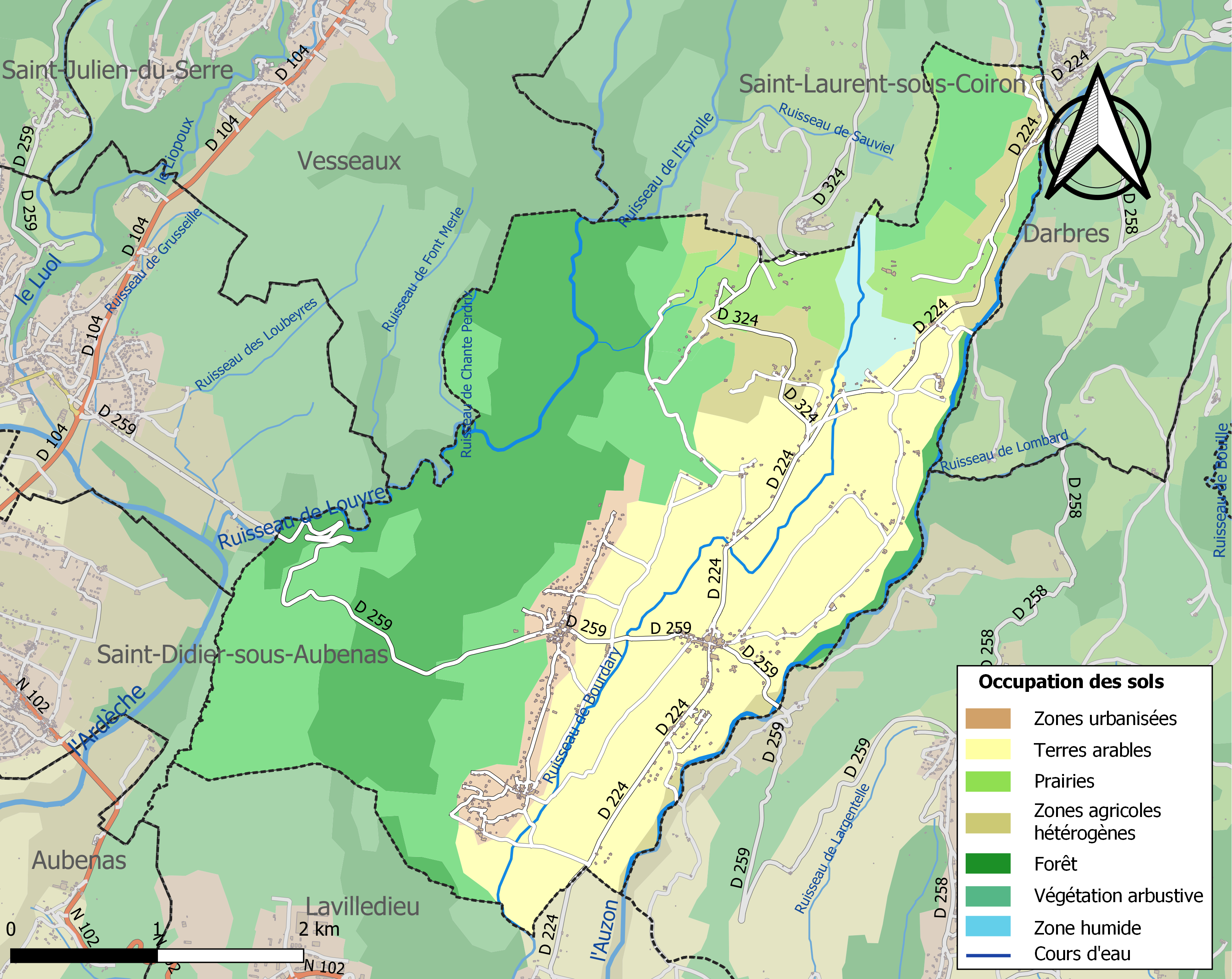
Carte des infrastructures et de l'occupation des sols de la commune en 2018 (CLC).

## Politique et administration

### Liste des maires
| Période                                  | Période                   | Identité           | Étiquette          | Qualité |
| ---------------------------------------- | ------------------------- | ------------------ | ------------------ | --- |
| Les données manquantes sont à compléter. |                           |                    |                    | |
| 5 septembre 1870                         | 30 avril 1871             | Delphin Boyron     |                    | |
| 1er mai 1871                             | 28 février 1873           | Jean-Baptiste Jean |                    | |
| 1er mars 1873                            | 19 mai 1888               | Benjamin Dupré     |                    | |
| 20 mai 1888                              | 19 mai 1900               | Casimir Espic      |                    | |
| 20 mai 1900                              | 19 mai 1912               | Jacques Amblard    | Radical-socialiste | Propriétaire |
| 20 mai 1912                              | 10 décembre 1919          | Jules Tournayre    | Républicain        | Propriétaire |
| 11 décembre 1919                         | 19 mai 1929               | Cyprien Barbe      | SFIO               | Négociant Conseiller d'Arrondissement                                                                                            |
| 20 mai 1929                              | 13 septembre 1944         | Louis Favier       | Radical-socialiste | Retraité |
| 13 septembre 1944                        | 27 mai 1945               | Léopold Rieu       | PCF                | Agriculteur |
| 28 mai 1945                              | 26 février 1962 (décès)   | Abel Amblard       | Radical-socialiste | Agriculteur Président du Comité Départemental Agricole                                                                           |
| 13 avril 1962                            | 26 mars 1977              | Clovis Boiron      | DVD                | Agriculteur Président de la cave coopérative de Lussas                                                                           |
| 26 mars 1977                             | 30 avril 1987 (démission) | Marc Méallarès     | DVG                | Professeur |
| 30 avril 1987                            | 4 février 2022 (décès)    | Jean-Paul Roux     | DVG                | Agriculteur Conseiller général du canton de Villeneuve-de-Berg (2008-2015) Président de la communauté de communes Berg et Coiron |
| 6 mai 2022                               | En cours                  | Claude Moncomble   | DVG                | |

## Population et société

### Démographie
L'évolution du nombre d'habitants est connue à travers les recensements de la population effectués dans la commune depuis 1793. Pour les communes de moins de 10 000 habitants, une enquête de recensement portant sur toute la population est réalisée tous les cinq ans, les populations de référence des années intermédiaires étant quant à elles estimées par interpolation ou extrapolation. Pour la commune, le premier recensement exhaustif entrant dans le cadre du nouveau dispositif a été réalisé en 2006.

En 2022, la commune comptait 1 142 habitants, en évolution de −0,7 % par rapport à 2016 (Ardèche : +2,48 %, France hors Mayotte : +2,11 %).
| 1793 | 1800 | 1806 | 1821 | 1831 | 1836 | 1841 | 1846 | 1851  |
| ---- | ---- | ---- | ---- | ---- | ---- | ---- | ---- | ----- |
| 567  | 576  | 630  | 783  | 782  | 838  | 840  | 966  | 1 021 |

| 1856 | 1861 | 1866 | 1872 | 1876 | 1881 | 1886 | 1891 | 1896 |
| ---- | ---- | ---- | ---- | ---- | ---- | ---- | ---- | ---- |
| 989  | 962  | 895  | 945  | 982  | 914  | 909  | 922  | 864  |

| 1901 | 1906 | 1911 | 1921 | 1926 | 1931 | 1936 | 1946 | 1954 |
| ---- | ---- | ---- | ---- | ---- | ---- | ---- | ---- | ---- |
| 840  | 870  | 857  | 728  | 732  | 641  | 659  | 630  | 573  |

| 1962 | 1968 | 1975 | 1982 | 1990 | 1999 | 2006 | 2011  | 2016  |
| ---- | ---- | ---- | ---- | ---- | ---- | ---- | ----- | ----- |
| 582  | 561  | 529  | 585  | 624  | 776  | 902  | 1 023 | 1 150 |

| 2021  | 2022  | - | - | - | - | - | - | - |
| ----- | ----- | - | - | - | - | - | - | - |
| 1 148 | 1 142 | - | - | - | - | - | - | - |

### Enseignement
La commune est rattachée à l'académie de Grenoble.

### Médias
La commune est située dans la zone de distribution de deux organes de la presse écrite :
- L'Hebdo de l'Ardèche

Il s'agit d'un journal hebdomadaire français basé à Valence et diffusé à Privas depuis 1999. Il couvre l'actualité de tout le département de l'Ardèche.
- Le Dauphiné libéré

Il s'agit d'un journal quotidien de la presse écrite française régionale distribué dans la plupart des départements de l'ancienne région Rhône-Alpes, notamment l'Ardèche. La commune est située dans la zone d'édition d'Aubenas.

### Cultes
L'église (propriété de la commune) et la communauté catholique de Lussas sont rattachées à la paroisse catholique de « Sainte Marie de Berg et Coiron », elle même rattachée au diocèse de Viviers.

## Culture et patrimoine

### Patrimoine architectural
- Le plateau de Jastres est occupé par deux oppida, celui de Jastres-Nord (commune de Lussas) et celui de Jastres-Sud (commune de Lavilledieu)[21].
- La commune est traversée par la voie d'Antonin (dite aussi des Helviens) venant d'Alba-la-Romaine. En 1897, on y a retrouvé le milliaire n° X au carrefour de Costeraste. Ce milliaire a été vendu au musée d'Archéologie nationale de Saint-Germain-en-Laye où il se trouve toujours[22].
- Vestige d'un pont romain (attribution discutée), dans le lit de la rivière Auzon.
- De nombreux autres vestiges romains et gallo-romains sont dispersés sur toute l'étendue de la commune[23].
- Un dolmen, dit « des Quatre Pierres », est visible au hameau de Mias. D'autres dolmens sont dispersés sur les communes de Lussas et Lavilledieu[24].
- Église de la Nativité-de-Marie de Lussas, achevée en 1882[25] et dont certains vitraux ont été rénovés ou créés en 2022/2023[26],[27].

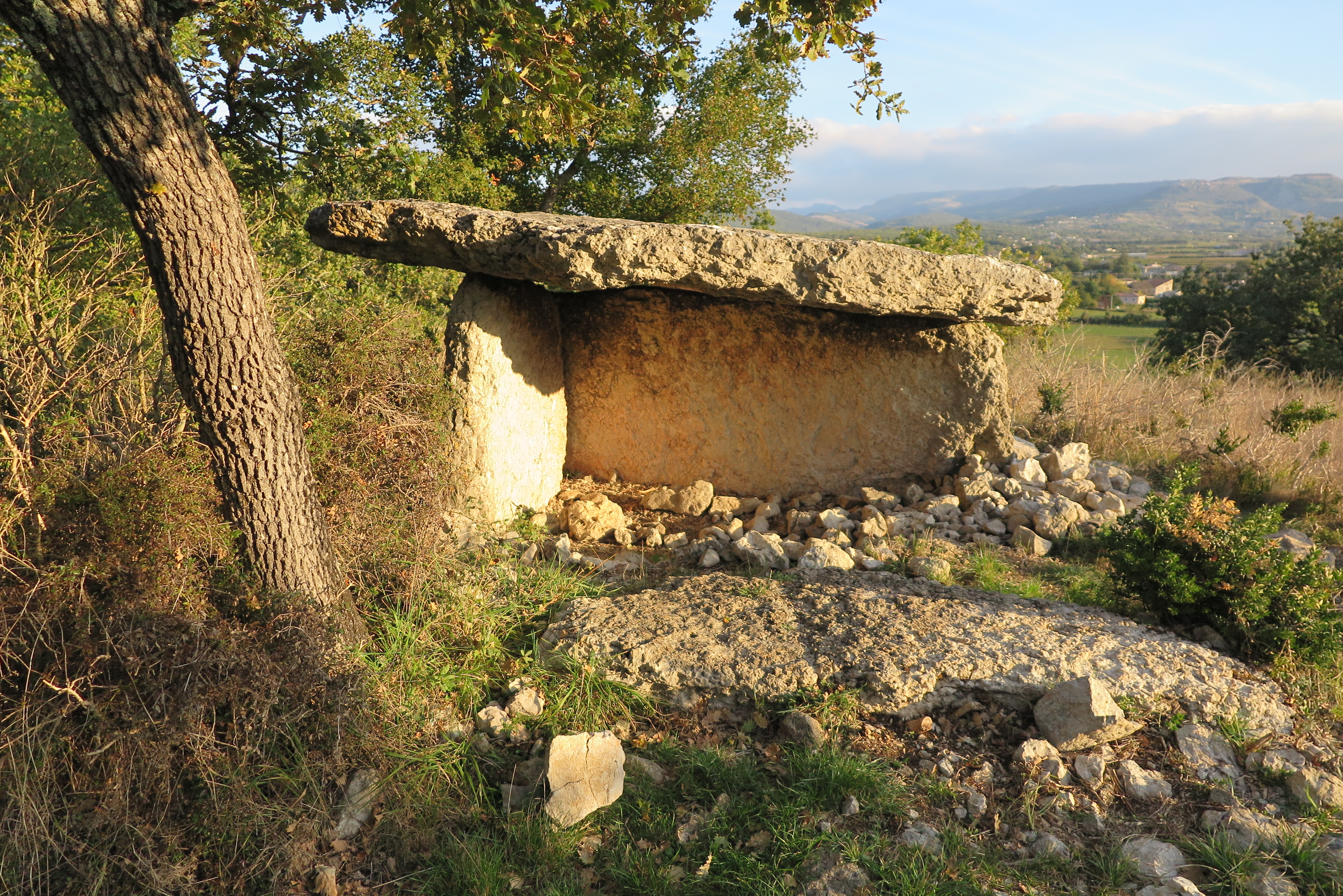
Dolmen des quatre pierres (2021).
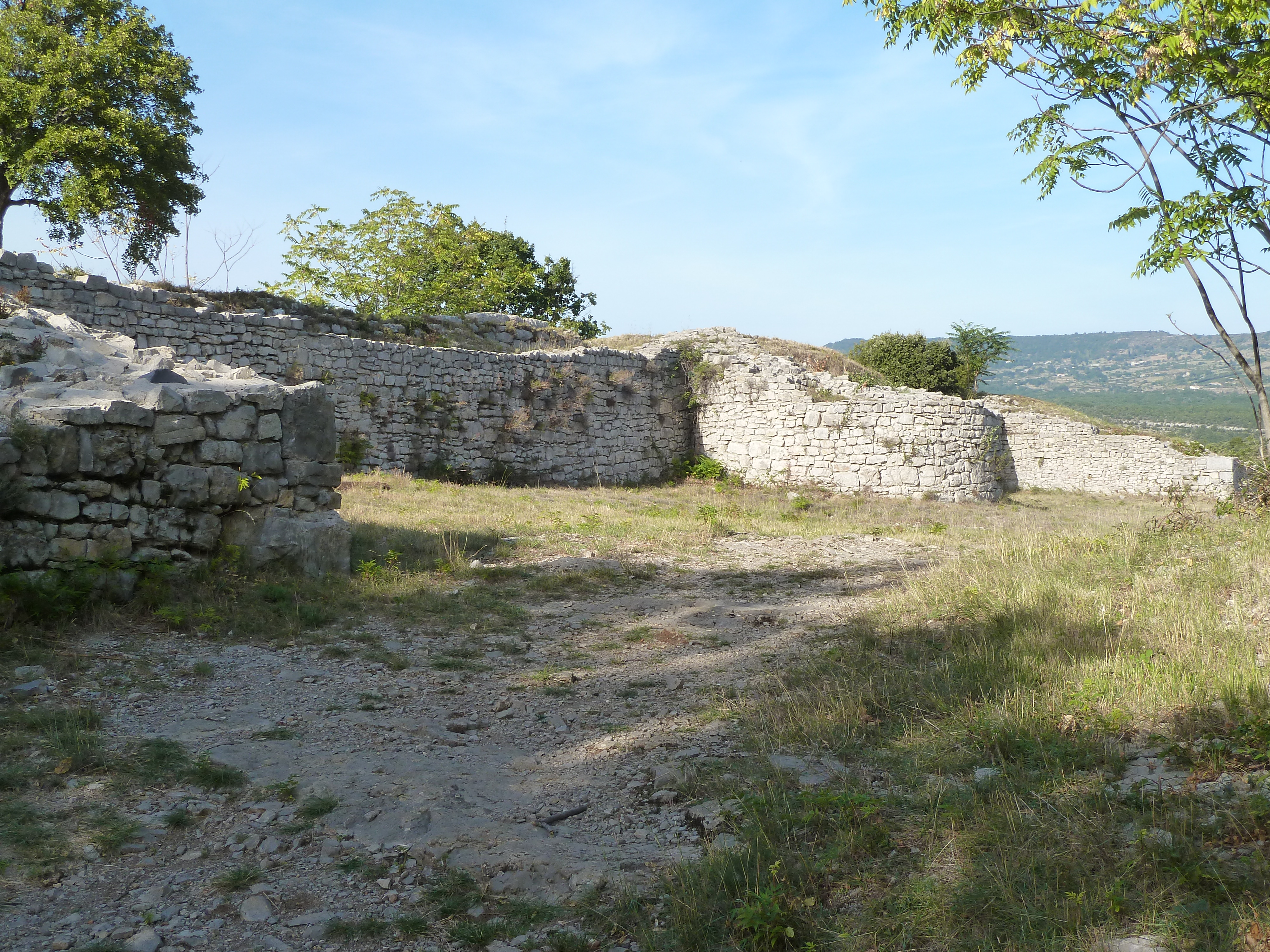
Oppidum de Jastres-Nord.
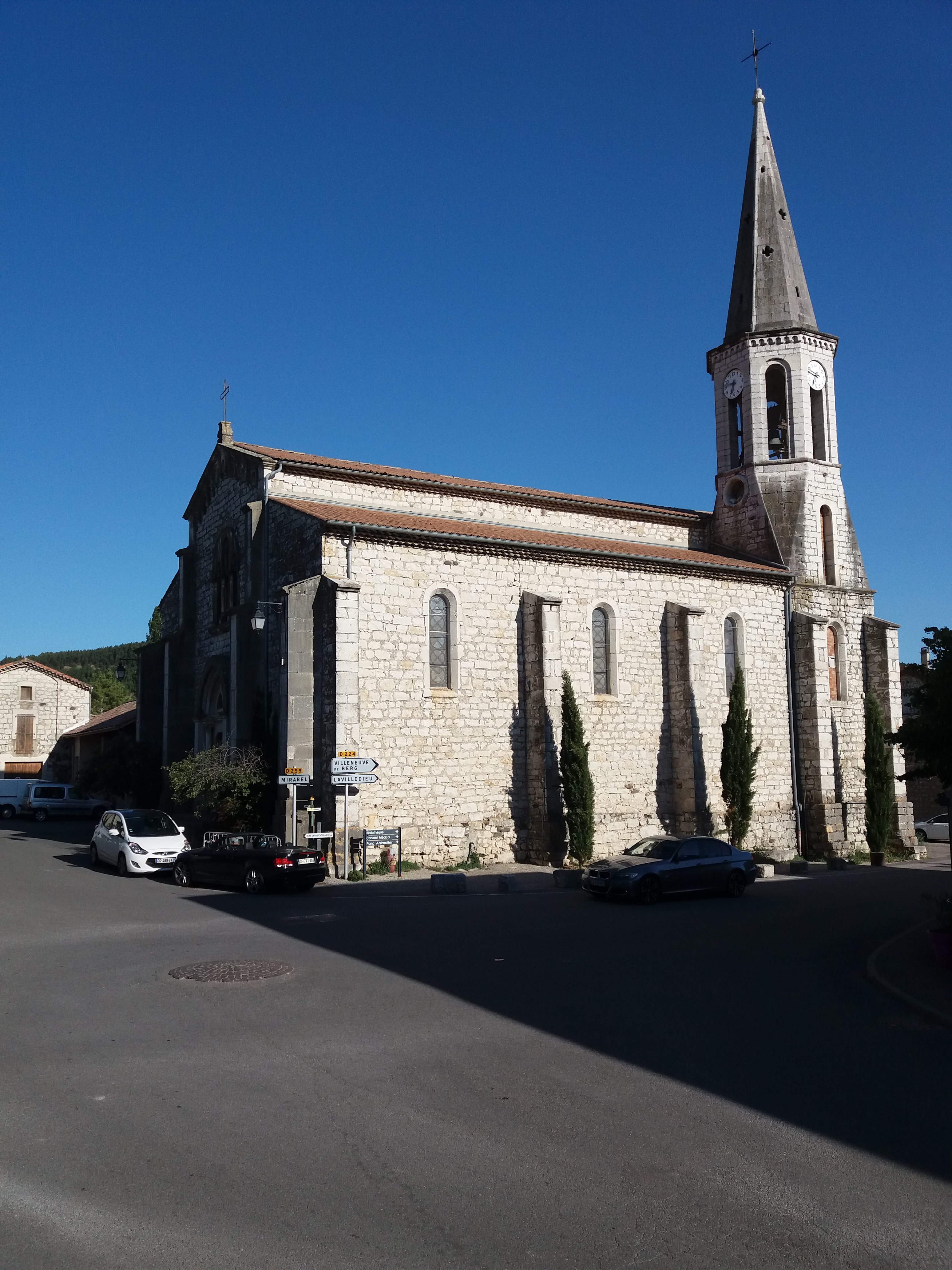
Église du village.

### Films tournés à Lussas
- 1991 : Documentaire en campagne d'Yves Billon et Franck Schneider (téléfilm documentaire)
- 2019 : Le Village de Claire Simon (série)[28]
- 2020 : Le Fils de l'épicière, le Maire, le Village et le Monde de  Claire Simon

### Personnalités liées à la commune
- Isaac Alvarez (1930-2020) : mime, chorégraphe, fondateur du Théâtre du Moulinage à Lussas en 1980.
- Jean-Marie Barbe (né en 1955) : cinéaste, créateur de la Bande à lumière et initiateur des États généraux du film documentaire à Lussas en 1989.

### Animations culturelles

#### Les États généraux du film documentaire
Depuis 1989, l'association Ardèche Images propose chaque année au mois d'août une rencontre sur le documentaire et la diffusion du film en région, les États généraux du film documentaire, avec des séminaires, des ateliers, des rencontres professionnelles et des projections,.

#### Le Théâtre du Moulinage
Dans l'ancien moulinage sur les bords de l'Auzon, Isaac Alvarez, mime et chorégraphe, fonde le Théâtre du Moulinage et son école du geste en 1980. Ce lieu de création et de formation a accueilli pendant 28 ans nombre de professionnels et d'amateurs de cet art.

### Héraldique
|  | Lussas possède des armoiries dont l'origine et le blasonnement exact ne sont pas disponibles. |